# 常磐関船町
常磐関船町（じょうばん せきふねまち）は、福島県いわき市にある大字である。郵便番号は972-8318。

## 地理
いわき市中央部の常磐地区に属する。北で常磐湯本町、東で常磐水野谷町、常磐下船尾町、南で常磐西郷町、西で常磐下湯長谷町、常磐上湯長谷町とそれぞれ隣接する。概ね町村制施行以前の磐前郡関船村の流れを汲む地域である。二級水系藤原川水系湯本川下流域、水野谷川右岸に挟まれた区域を主な範囲とする。川沿いの平野部は湯本駅南側の市街地として住宅地や商業地が広がり、西側の高台には矢津団地などの住宅地が造成されている。常磐関船町内に所在するいわき中央警察署常磐分庁舎及び常磐消防署がそれぞれ管轄にあたる。

### 主な字
字
複数の字を持つが、地名の表記に「字」の文字は使用されない。
- 上関
- ホウノ木作
- 迎
- 作田
- 矢津

- 諏訪下
- 屋津
- 馬場
- 宿内
- 館下

- 南館
- 志座
- 堀田
- 古宿
- 杭田

- 大平
- 宮下
- 一丁目
- 二丁目
- 三丁目

### 河川
- 藤原川
  - 水野谷川
  - 湯本川

## 歴史
- 1879年1月27日 - 湯長谷藩領関村、幕府領上船尾村が福島県内における郡区町村制の施行により磐前郡の村となる[4]。
- 1881年3月18日 - 関村と上船尾村が合併し関船村が成立する[4]。
- 1889年4月1日 - 町村制の施行により関船村が岩ヶ岡村、下船尾村、馬玉村、長孫村、上湯長谷村、下湯長谷村、水野谷村、藤原村、白鳥村、西郷村と合併し、磐前郡磐崎村が成立する。旧関船村域は磐崎村の大字となる[4]。
- 1896年4月1日 - 磐前郡と周辺郡との合併により石城郡が発足し、石城郡磐崎村となる[4]。
- 1896年9月23日 - 大字関船が水野谷と共に湯本村に編入され、湯本村の大字となる[4]。
- 1922年8月20日 - 湯本村が町制施行し湯本町の大字となる[4]。
- 1954年3月29日 - 小名浜町大字上矢田、松久須根、三沢が湯本町に編入される[4]。
- 1954年3月31日 - 湯本町が磐崎村と合併し、常磐市が成立し、常磐市の大字となる[4]。
- 1966年10月1日 - 常磐市が平市・勿来市・内郷市・磐城市、石城郡小川町・遠野町・四倉町・川前村・田人村・好間村・三和村、双葉郡久之浜町・大久村と合併しいわき市となり、いわき市常磐地区の大字となる[4]。

## 世帯数と人口
2023年10月31日現在の世帯数と人口は以下の通りである。
| 大字       | 世帯数   | 人口   |
| ---------- | -------- | ------ |
| 常磐関船町 | 1481世帯 | 3295人 |

## 小・中学校の学区
市立小・中学校に通う場合、学区は以下の通りとなる。
| 番地           | 小学校                   | 中学校                   |
| -------------- | ------------------------ | ------------------------ |
| 下記を除く全域 | いわき市立湯本第一小学校 | いわき市立湯本第一中学校 |
| 二丁目の一部   | いわき市立湯本第三小学校 | いわき市立湯本第二中学校 |

## 交通

### 鉄道
- JR常磐線

### 道路
- 福島県道20号いわき上三坂小野線（旧国道6号
- 福島県道48号江名常磐線
- 福島県道56号常磐勿来線（旧々国道6号）

## 施設
- いわき市常磐市民会館
- いわき中央警察署常磐分庁舎
- 常磐消防署
- マルト スーパーセンター湯本店
- ダイユーエイト いわき湯本店
- 磐城天満宮
- 金比羅神社